# 474 Пруденція
474 Пруденція (474 Prudentia) — астероїд головного поясу, відкритий 13 лютого 1901 року Максом Вольфом у Гейдельберзі.